# Лоренц, Биргит
Биргит Лоренц (нем. Birgit Lorenz; род. 10 августа 1963 года), после замужества Биргит Брандт (нем. Birgit Brandt) — немецкая фигуристка, выступавшая в парном катании с Кнутом Шубертом за ГДР (Восточная Германия). Родилась в Восточном Берлине, тренировалась на катке «SC Dynamo Berlin», у известного специалиста Хайдемари Штайнер-Вальтер.
Лоренц и Шуберт становились двукратными золотыми медалистами чемпионатов ГДР по фигурному катанию и завоёвывали бронзовые медали на чемпионатах Европы, в острейшей борьбе обыгрывая советские пары.
Пара несколько отличалась от других пар из школы ГДР, стиль катания был более танцевальный, музыкальный, исполняла сложные поддержки, например поддержка аксель с тремя оборотами на одной руке. Обладала огромным пролетом до 6 метров на выбросе аксель в два с половиной оборота.
После завершения спортивной карьеры Б. Лоренц начала работать в качестве тренера:
- 1993—1997 — СК «Хемниц» (Германия);
- 1997—1999 — в Ветциконе (Швейцария);
- 2000 — наст. вр. СК «Цюрих» (Швейцария).

## Достижения
(с К. Шубертом)
| Соревнование            | 1979-80 | 1980-81 | 1981-82 | 1982-83 | 1983-84 | 1984-85 | 1985-86 |
| ----------------------- | ------- | ------- | ------- | ------- | ------- | ------- | ------- |
| Зимние Олимпийские игры |         |         |         |         | 5       |         |         |
| Чемпионаты мира         |         | 9       | 7       | 8       | 6       |         |         |
| Чемпионаты Европы       |         | 4       | 5       | 3       | 3       | 4       |         |
| Чемпионаты ГДР          |         | 1       | 2       | 2       | 2       | 1       | 2       |
| NHK Trophy              |         |         | 2       |         |         | 2       |         |
| Nouvelles de Moscou     | 4       |         |         |         |         |         |         |